# Kadetsko prvenstvo Hrvatske u nogometu
Kadetsko prvenstvo Hrvatske u nogometu se igra od 1992. godine (od osamostaljenja Hrvatske).

## Prvaci
| sezona      | prvak                 |
| ----------- | --------------------- |
| 1992.       | HAŠK Građanski Zagreb |
| 1992./1993. | Osijek                |
| 1993./1994. | Osijek                |
| 1994./1995. | Hajduk Split          |
| 1995./1996. | Hajduk Split          |
| 1996./1997. | Hajduk Split          |
| 1997./1998. | Varteks Varaždin      |
| 1998./1999. | Croatia Zagreb        |
| 1999./2000. | Dinamo Zagreb         |
| 2000./2001. | Hajduk Split          |
| 2001./2002. | Dinamo Zagreb         |
| 2002./2003. | Dinamo Zagreb         |
| 2003./2004. | Hajduk Split          |
| 2004./2005. | Hajduk Split          |
| 2005./2006. | Dinamo Zagreb         |
| 2006./2007. | Zagreb                |
| 2007./2008. | Dinamo Zagreb         |
| 2008./2009. | Dinamo Zagreb         |
| 2009./2010. | Dinamo Zagreb         |
| 2010./2011. | Dinamo Zagreb         |
| 2011./2012. | Hajduk Split          |
| 2012./2013. | Dinamo Zagreb         |
| 2013./2014. | Dinamo Zagreb         |
| 2014./2015. | Dinamo Zagreb         |
| 2015./2016. | Dinamo Zagreb         |
| 2016./2017. | Dinamo Zagreb         |
| 2017./2018. | Dinamo Zagreb         |
| 2018./2019. | Dinamo Zagreb         |
| 2019./2020. |                       |
| 2020./2021. | Dinamo Zagreb         |
| 2021./2022. | Dinamo Zagreb         |
| 2022./2023. | Osijek                |
| 2023./2024. | Dinamo Zagreb         |

### Uspješnost klubova
| Klub                                      | Prvak | Ukupno |
| Dinamo (Zagreb) (Croatia, HAŠK Građanski) | 1992., 1998./99., 1999./00., 2001./02., 2002./03., 2005./06., 2007./08., 2008./09., 2009./10., 2010./11., 2012./13., 2013./14., 2014./15., 2015./16., 2016./17., 2017./18., 2018./19., 2020./2021., 2021./22., 2023./24. | 20     |
| Hajduk (Split)                            | 1994./95., 1995./96., 1996./97., 2000./01., 2003./04., 2004./05., 2011./12. | 7      |
| Osijek                                    | 1992./93., 1993./94., 2022./23. | 3      |
| Varaždin (Varteks)                        | 1997./98. | 1      |
| Zagreb                                    | 2006./07. | 1      |

## Prvenstva SR Hrvatske
Prvenstva SR Hrvatske za kadete su se održavala od 1989. godine.
| sezona | prvak         |
| ------ | ------------- |
| 1989.  | Osijek        |
| 1990.  | Rijeka        |
| 1991.  | Dinamo Zagreb |